# Lode Van Hecke

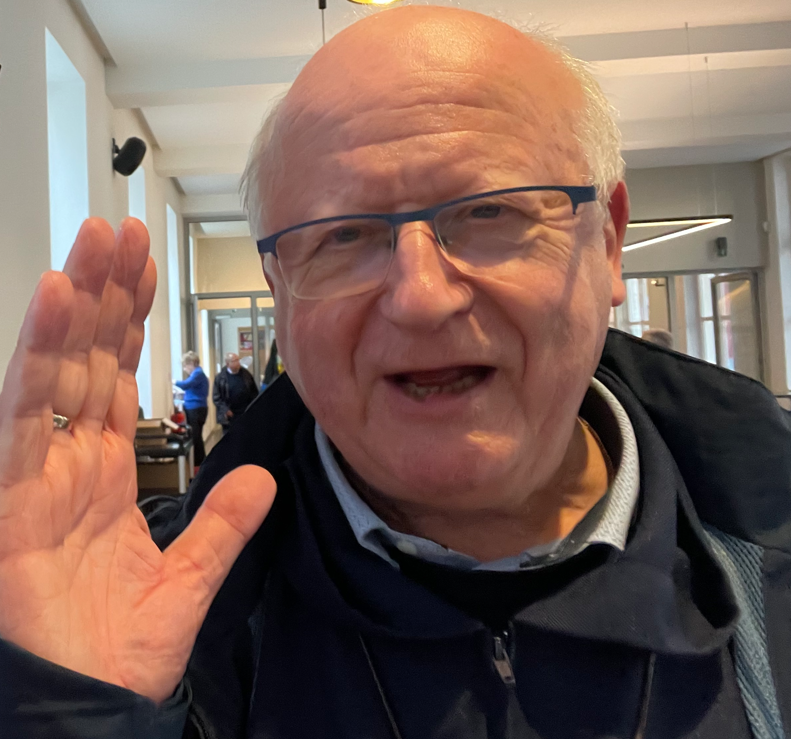
Lode van Hecke (2021)

Bischofswappen von Lode Van Hecke

Lode Van Hecke OCSO (* 16. März 1950 in Brügge) ist ein belgischer Ordensgeistlicher und emeritierter römisch-katholischer Bischof von Gent.

## Leben
Lode Van Hecke trat in das Priesterseminar von Brügge ein, wechselte ein Jahr später an das Seminar in Löwen und studierte Philosophie an der Katholischen Universität Löwen. Nach einer Unterbrechung durch den Militärdienst schloss er mit dem Lizenziat in Philosophie ab, bevor er am 24. Februar 1976 in der Abtei Orval in den Trappistenorden eintrat. Am 6. März 1983 legte er die feierliche Profess ab. Nach dem Theologiestudium in Löwen, das er 1988 mit dem Lizenziat abschloss, empfing er am 20. August 1995 das Sakrament der Priesterweihe.
Von 1990 bis 1998 war er Novizenmeister der Abtei Orval und leitete anschließend für drei Jahre die Klosterbrauerei. In den Jahren 2001 und 2002 war er Prior und Ökonom der Abtei und anschließend bis 2004 in Rom Sekretär von Generalabt Bernardo Olivera. Nach seiner Rückkehr war er seit 2005 erneut Prior und gleichzeitig für die Klosterherberge verantwortlich. Am 25. Mai 2007 wurde er zum 63. Abt der Abtei Orval gewählt. Die Abtsbenediktion empfing er am 2. Juni desselben Jahres.
Am 27. November 2019 ernannte ihn Papst Franziskus zum Bischof von Gent. Die Bischofsweihe spendete ihm Jozef Kardinal De Kesel, Erzbischof von Mecheln-Brüssel, am 23. Februar des folgenden Jahres in der St.-Bavo-Kathedrale von Gent. Mitkonsekratoren waren Van Heckes Amtsvorgänger Lucas Van Looy und Pierre Warin, Bischof von Namur. Zu den Ehrengästen der Weihe gehörte Königin Paola. Sein Wahlspruch lautet Cum gaudio Spiritus Sancti (Mit der Freude des Heiligen Geistes).
Am 30. Juni 2025 nahm Papst Leo XIV. das altersbedingte Rücktrittsgesuch von Lode Van Hecke an.